# リング・オブ・ハンズ
| 専門評論家によるレビュー | 専門評論家によるレビュー |
| レビュー・スコア         | レビュー・スコア         |
| 出典                     | 評価                     |
| ------------------------ | ------------------------ |
| Allmusic                 | [ 1 ]                    |

リング・オブ・ハンズ (Ring of Hands) は、1971年のアルバムで、イギリスのロックバンド、アージェントにより、2番目にリリースされた。エピック・レコーズでもともとリリースされた。

## 収録曲
表記がないものは、ロッド・アージェント及びクリス・ホワイト作曲。
A面
1. セレブレイション - "Celebration"  (2:55)
2. スウィート・メアリー - "Sweet Mary" (4:06)
3. キャスト・ユア・スペル・ウラナス - "Cast Your Spell Uranus" (Russ Ballard) (4:31)
4. ロスロリエン - "Lothlorien" (7:50)

B面
1. チェインド - "Chained" (Ballard) (5:19)
2. リジョイス - "Rejoice" (3:46)
3. プレジャー - "Pleasure" (4:52)
4. スリープ・ウォント・ヘルプ・ミー - "Sleep Won't Help Me" (5:11)
5. ホエア・アー・ウィー・ゴーイング・ロング - "Where Are We Going Wrong" (Ballard) (4:10)

## 担当
- ロッド・アージェント – オルガン、電子ピアノ、ヴォーカル
- ラス・バラード – ギター、ピアノ (on track 3)、ヴォーカル
- ジム・ロッドフォード – ベースギター、ギター、ヴォーカル
- ロバート・ヘンリット – ドラム、パーカッション

このアルバムと『アージェント』との2枚組CDが2000年にBGOレコーズによって再リリースされている。